# Giovanni Domenico Cassini
Giovanni Domenico Cassini, cunoscut și ca Gian Domenico Cassini sau Jean-Dominique Cassini, (n. 8 iunie 1625, Perinaldo, Liguria, Italia – d. 14 septembrie 1712, Paris, Regatul Franței) a fost un matematician, astronom, inginer și astrolog italo-francez.
Fiul său, Jacques Cassini, a fost, de asemenea, un cunoscut astronom francez.

## Biografie
Originară din Italia, familia sa s-a stabilit în Franța în timpul regelui Ludovic al XIV-lea.
A studiat la Vallebone, apoi la colegiul iezuit din Genova, unde l-a avut ca profesor pe Caselli. Lucrarea sa de doctorat a fost condusă de matematicianul iezuit Francesco Maria Grimaldi la Universitatea din Bologna.
A fost profesor la Bologna și la Paris și primul director al Observatorului din Paris (între 1671-1712), construit de Jean-Baptiste Colbert. A fost membru al Academiei de Științe a Franței.
A fost secretar de ambasadă la curtea lui Ludovic al XIV-lea. În 1650 îl cunoaște pe Bonaventura Cavalieri, creatorul metodei indivizibilelor.
În ultimii ani din viață și-a pierdut vederea.

## Contribuții
A descoperit patru sateliți ai lui Saturn și Jupiter, a studiat traiectoriile acestora. și a dat prima definiție valabilă a paralaxei Soarelui.
A participat la o expediție în Cayenne pentru determinarea paralaxei planetei Marte și, împreună cu Jean Richer, a determinat distanța Marte - Pământ.
Ca și Giovanni Alfonso Borelli și Robert Hooke, a susținut că forma traiectoriilor cometelor este eliptică sau parabolică.
A studiat cometele care au apărut în anii 1577, 1665 și 1680 și a presupus că este vorba de una și aceeași, adică ceea ce ulterior va fi denumită cometa Halley.
A descoperit curba numită ulterior casionidă, ca loc geometric format din două ovale, din care, în caz particular, se obține lemniscata.

## Scrieri
- 1669: Nouvelle manière géométrique et direct de trouver les apogées, les excentricitées et les anomalies du mouvement de planètes
- Tables des satellites des Jupiter.